# Półwiosek (Górowo Iławeckie)
Półwiosek (deutsch Halbendorf) ist ein Ort in der polnischen Woiwodschaft Ermland-Masuren. Es gehört zur Landgemeinde Gmina Górowo Iławeckie (Landsberg) im Powiat Bartoszycki (Kreis Bartenstein) – bis 1945 zum Kreis Preußisch Eylau in Ostpreußen.

## Geographische Lage
Półwiosek liegt im Nordwesten der Woiwodschaft Ermland-Masuren, 16 Kilometer südwestlich der früheren und heute auf russischem Gebiet gelegenen Kreisstadt Preußisch Eylau (russisch Bagrationowsk) bzw. 26 Kilometer nordwestlich der jetzigen Kreismetropole Bartoszyce (deutsch Bartenstein).

## Geschichte
Das seinerzeitige Halbndorff wurde um 1350 gegründet und nach 1414 Halbendorff, nach 1846 Halbendorf genannt. Als Vorwerk gehörte der kleine Gutsort zu Wildenhoff (polnisch Dzikowo Iławecki). Am 30. September 1928 wurde Halbendorf aus dem Gutsbezirk Wildenhoff in die Landgemeinde Parösken (polnisch Pareżki) umgegliedert.
Nach der Abtretung des gesamten südlichen Ostpreußen 1945 in Kriegsfolge an Polen bekam Halbendorf die polnische Namensform „Półwiosek“. Heute ist der kleine Ort eine Ortschaft innerhalb der Gmina Górowo Iławeckie (Landgemeinde Landsberg) im Powiat Bartoszycki (Kreis Bartenstein), von 1975 bis 1998 der Woiwodschaft Olsztyn, seither der Woiwodschaft Ermland-Masuren zugehörig.

## Religion
Bis 1945 war Halbendorf in die evangelische Kirche Buchholz (polnisch Bukowiec) in der Kirchenprovinz Ostpreußen der Kirche der Altpreußischen Union eingepfarrt.
Półwiosek gehört jetzt zur römisch-katholischen Kirche Bukowic (Buchholz), einer Filialkirche der Pfarrei Kandyty (Canditten) im Erzbistum Ermland.

## Verkehr
Półwiosek liegt an einer Nebenstraße, die die Stadt Górowo Iławeckie (Landsberg) mit Lelkowo (Lichtenfeld) und Żelazna Góra (Eisenberg) verbindet. Diese Straße wird in Półwiosek von einer von der russisch-polnischen Grenze herkommenden und über Orsy (Orschen) führenden Straße in ihrem Verlauf bis Bukowiec (Buchholz) gekreuzt. Außerdem gibt es eine Verbindungsstraße von Kamińsk nach Półwiosek.